# Roger Vachon
Roger Vachon, (* 29. srpna 1957 v Paříži, Francie) je bývalý francouzský zápasník – judista.

## Sportovní kariéra
S judem začal v 10 letech v klubu Osny na předměstí Paříže. V mladí se mimo juda věnoval ragby. Do seniorské reprezentace se dostal koncem 70. let. V roce 1980 však musel při nominaci na olympijské hry v Moskvě ustoupit zkušenějšímu Jean-Luc Rougéovi.
V 80. letech držel řadu let pozici reprezentační jedničky. Především v Evropě dosahoval velmi dobrých výsledků. Mezi světovou konkurencí však své postavení nepotvrzoval. Jeho účast na olympijských hrách v Los Angeles v roce 1984 skončila velkým zklamáním v prvním kole. V roce 1988 dostal příležitost ke startu na olympijských hrách v Soulu jeho pozdější velký rival Stéphane Traineau (i mimo tatami). Přesto do Soulu odjel, když mu ve váze těžké přepustil místo mladší bratr Christian. Experiment v těžké váze však skončil fiaskem a znamenal konec ve francouzské reprezentaci. Sportovní kariéru ukončil v roce 1990. Věnoval se trenérské práci a později se pohyboval ve francouzském sportu jako funkcionář. V roce 2012 měl hlavní slovo při nominaci francouzských judistů na olympijské hry v Londýně.

## Výsledky

### Váhové kategorie
| Turnaj             | 1979           | 1980           | 1981           | 1982           | 1983           | 1984           | 1985           | 1986           | 1987           | 1988           | 1989           |
| Turnaj             | 22             | 23             | 24             | 25             | 26             | 27             | 28             | 29             | 30             | 31             | 32             |
| Turnaj             | polotěžká váha | polotěžká váha | polotěžká váha | polotěžká váha | polotěžká váha | polotěžká váha | polotěžká váha | polotěžká váha | polotěžká váha | polotěžká váha | polotěžká váha |
| ------------------ | -------------- | -------------- | -------------- | -------------- | -------------- | -------------- | -------------- | -------------- | -------------- | -------------- | -------------- |
| Olympijské hry     |                | —              |                |                |                | úč.            |                |                |                | úč.            |                |
| Mistrovství světa  | úč.            |                | 3.             |                | 5.             |                | úč.            |                | úč.            |                | —              |
| Mistrovství Evropy | 5.             | —              | 1.             | 3.             | 2.             | 3.             | 2.             | 2.             | 2.             | —              | —              |

### Bez rozdílu vah
| Turnaj             | 1979 | 1980 | 1981 | 1982 | 1983 | 1984 | 1985 | 1986 | 1987 | 1988 | 1989 |
| Turnaj             | 22   | 23   | 24   | 25   | 26   | 27   | 28   | 29   | 30   | 31   | 32   |
| ------------------ | ---- | ---- | ---- | ---- | ---- | ---- | ---- | ---- | ---- | ---- | ---- |
| Mistrovství světa  | —    |      | —    |      | —    |      | —    |      | —    |      | úč.  |
| Mistrovství Evropy | —    | —    | —    | —    | —    | —    | —    | —    | —    | —    | 5.   |